# Lilla Torg FF
Lilla Torg FF är en fotbollsklubb i Malmö, Sverige som bildades 2006 genom en sammanslagning med IF Allians. Lilla Torg bedriver både fotboll inom herr-, dam- och på ungdomsnivå. Mariedals IP, som består av en konstgräsplan och en naturgräsplan, står som hemmaplan för alla Lilla Torgs lag.
Herrlaget har varit aktivt sedan start och har varit som högst uppe i Div. 2. Säsongen 2019 kom man på tredje plats i Div. 4 Sydvästra vilket resulterade i spel i Div.4 Sydvästra även 2020.
Vintern 2017 bestämde sig klubben för att sätta igång ett seniorlag även på damsidan. I april 2018 spelade laget sin första seriematch i DA Div. 4 Södra och 9 månader senare stod man som klar segrare. Året därpå vann man även DA Div. 3 Södra. Tack vare sina två seriesegrar så spelar damerna i Div. 2 Södra Götaland 2020.

## Historia
Lilla Torg har anor från 1936 då klubben IK Marathon grundades. 1974 år senare skedde en fusion mellan IK Marathon och BK Lydia, som var Malmö FF's reservlag som brutit sig fria 1925, vilket ledde till att LM-74 (Lydia-Marathon 1974) bildades. 2001 bytte klubben namn igen, denna gång till LM Lilla Torg FF. Enligt klubblegendarer skedde detta på grund av att krögare på Lilla Torg gick in och sponsrade. Ännu en sammanslagning skedde 2006. Då anslöt IF Allians  och klubben fick namnet Lilla Torg FF.

## Säsong 2006-
| \| Säsong \| Division \| Sektion \| Placering \| \| ------ \| ---------- \| ----------------- \| --------- \| \| 2006 \| Division 5 \| Skåne Sydvästra \| 1a \| \| 2007 \| Division 4 \| Skåne Södra \| 1a \| \| 2008 \| Division 3 \| Södra Götaland \| 1a \| \| 2009 \| Division 2 \| Södra Götaland \| 9a \| \| 2010 \| Division 2 \| Södra Götaland \| 11a \| \| 2011 \| Division 3 \| Södra Götaland \| 12a \| \| 2012 \| Division 4 \| Skåne Sydvästra \| 12a \| \| 2013 \| Division 5 \| Skåne Sydvästra A \| 4a \| \| 2014 \| Division 5 \| Skåne Sydvästra A \| 2a \| \| 2015 \| Division 5 \| Skåne Sydvästra B \| 4a \| \| 2016 \| Division 5 \| Skåne Sydvästra \| 2a \| \| 2017 \| Division 5 \| Skåne Sydvästra \| 1a \| \| 2018 \| Division 4 \| Skåne Sydvästra \| 5a \| \| 2019 \| Division 4 \| Skåne Sydvästra \| 3a \| \| 2020 \| Division 4 \| Skåne Sydvästra \| 8a \| \| 2021 \| Division 4 \| Skåne Sydvästra \| 2a \| \| 2022 \| Division 3 \| Södra Götaland \| 5a \| |            |                   |           |
| Säsong | Division   | Sektion           | Placering |
| 2006 | Division 5 | Skåne Sydvästra   | 1a        |
| 2007 | Division 4 | Skåne Södra       | 1a        |
| 2008 | Division 3 | Södra Götaland    | 1a        |
| 2009 | Division 2 | Södra Götaland    | 9a        |
| 2010 | Division 2 | Södra Götaland    | 11a       |
| 2011 | Division 3 | Södra Götaland    | 12a       |
| 2012 | Division 4 | Skåne Sydvästra   | 12a       |
| 2013 | Division 5 | Skåne Sydvästra A | 4a        |
| 2014 | Division 5 | Skåne Sydvästra A | 2a        |
| 2015 | Division 5 | Skåne Sydvästra B | 4a        |
| 2016 | Division 5 | Skåne Sydvästra   | 2a        |
| 2017 | Division 5 | Skåne Sydvästra   | 1a        |
| 2018 | Division 4 | Skåne Sydvästra   | 5a        |
| 2019 | Division 4 | Skåne Sydvästra   | 3a        |
| 2020 | Division 4 | Skåne Sydvästra   | 8a        |
| 2021 | Division 4 | Skåne Sydvästra   | 2a        |
| 2022 | Division 3 | Södra Götaland    | 5a        |